# 民主中間聯盟 (西班牙)

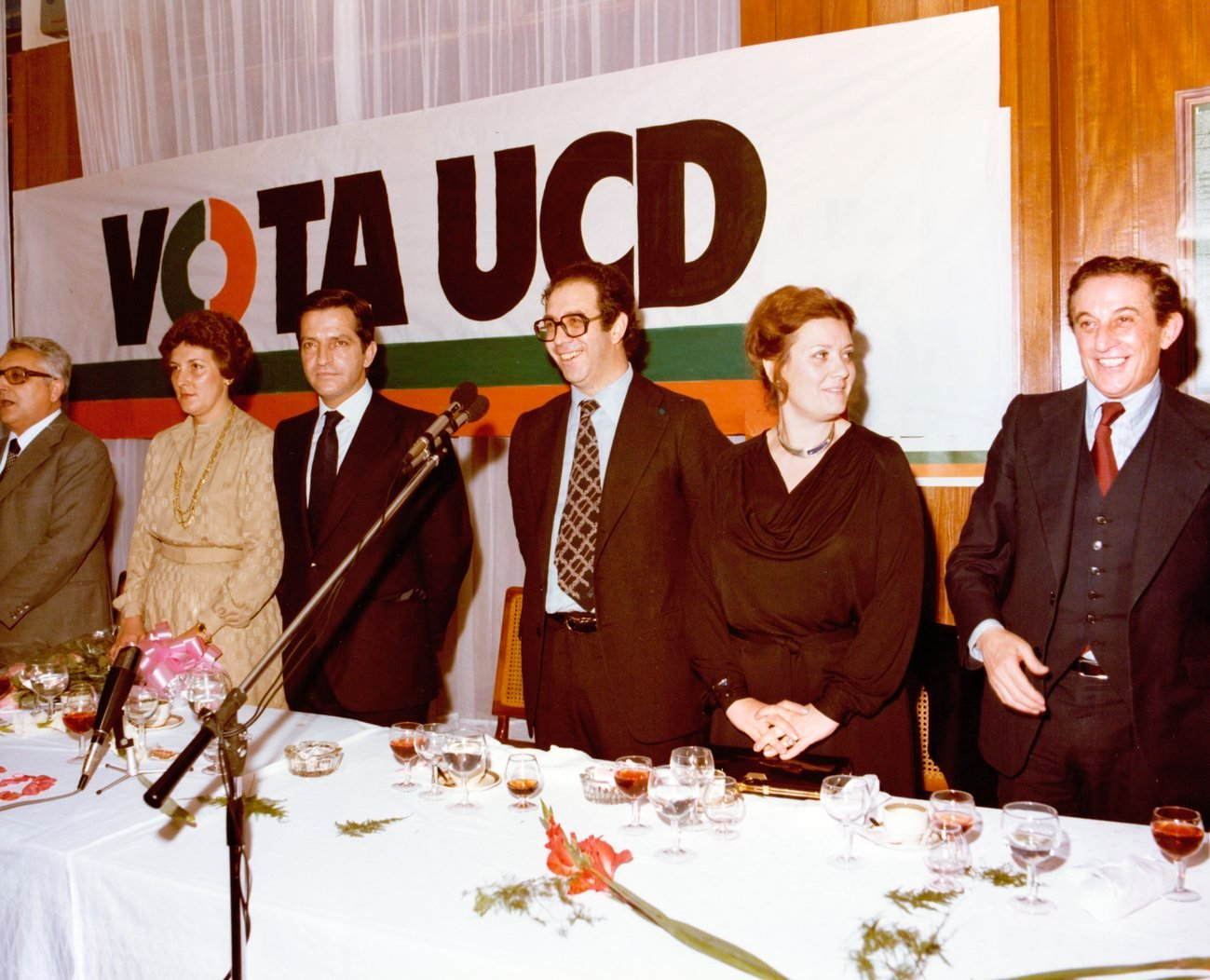
1979年2月11日，西班牙首位民選首相、民主中間聯盟的阿道弗·蘇亞雷斯出席公衆場合。

民主中間聯盟（西班牙語：Unión de Centro Democrático，缩写为UCD）是西班牙历史上的一个选举联盟與政黨聯盟（拥有注册政党地位），於西班牙民主化期間的1977年5月，在當屆首相阿道弗·苏亚雷斯的帶領下，由各個新成立的中間派及右派團體成員組成。在1983年2月因内部分歧及選舉失利而告解散。
該联盟囊括基督教民主派、自由派、社会民主派和「獨立派」，後者倡議佛朗哥獨裁時代的保守派元素。

## 成员党
- 基督教民主派人士：
  - 基督教民主黨 （PDC）
- 社会民主黨人：
  - 社會民主聯盟 （FSD）
  - 社会民主党的西班牙 （PSDE）
  - 獨立社會民主黨 （PSI）
  - 西班牙社會民主聯盟 （USDE）
- 政府主義者：
  - 人民黨 （PP）
- 自由主義者：
  - 民主自由聯盟（FPDL）
  - 人民民主黨 （PDP）
  - 自由黨 （PL）
  - 自由進步黨 （PPL）
- 地區政黨：
  - 極端地區行動 （AREX）
  - 加利西亞獨立黨 （PGI）
  - 安達盧西亞社會自由黨 （PSLA）
  - 加那利聯盟 （UC）
  - 穆爾西亞民主同盟 （UDM）
- 以及後來加入的獨立社會聯盟[7]

## 崛起與消亡

### 改組政黨
民主中間聯盟在1977年8月4日正式改組為政黨，並在1982年前一直維持執政黨的地位。在1977年6月15日的選舉中，該黨取得了34.4%的選票，並在衆議院的350席中，奪得166席。該黨以少數派的身份執政，期間與其他所有主要政黨合作，包括工人社會黨（PSOE）以及共產黨人（PCE）。Suarez成爲西班牙實行民主憲政以來的第一位民選首相。

### 消亡
隨著左翼社會黨將馬克思主義剔出政綱，以及右翼人民聯盟期望通過更新換代來擺脫它佛朗哥年代的形象，政治定位為中間派的民主中間聯盟的政治空間大減，自1979年便開始漸漸推出政治舞臺。

### 内部分歧
真正造成民主中間聯盟消亡的原因，是内部派系之間的衝突。自Suarez首相於1981年1月請辭以來，接任的Leopoldo Calvo Sotelo在起草新憲法後，更加無力維持黨内團結。因此在修憲完成後，民主中間聯盟便因失業率上升、通脹以及經濟危機等因素，愈來愈不受歡迎。

### 1982年選舉及政黨的解散
經1981年政變未遂，社會黨人在1982年大選取得大量民意授權。而民主中間聯盟幾乎全軍覆沒，得票率僅得6.7%，席次亦大減至11席，總共失去一百多席。這是有史以來西歐執政黨經歷過最慘敗的選戰。
大多數民主中間聯盟的選民開始轉而支持AP-PDP聯盟，即是後來的人民黨（今日西班牙的最大保守派政黨）。 AP-PDP取代了民主中間聯盟，成爲了工人社會黨的最大競爭對手。
許多民主中間聯盟的前部長和領導層都轉投人民黨陣營，鑒於黨員大量流失以及日漸失勢，聯盟在1983年2月18日終告解散。

## 選舉表現

### 衆議院
| 衆議院 |           |               |       |        |                   |
| 選舉   | 席次      | 得票          | %     | 狀態   | 領袖              |
| 1977年 | 165 / 350 | 6,310,391(#1) | 34.44 | 執政黨 | 阿道夫·苏亚雷斯   |
| 1979年 | 168 / 350 | 6,268,593(#1) | 34.84 | 執政黨 | 阿道夫·苏亚雷斯   |
| 1982年 | 12 / 350  | 1,425,093(#3) | 6.77  | 反對派 | 蘭德利諾·拉維利亞 |

### 參議院
| 參議院 |           |                          |
| 選舉   | 席次      | 領袖                     |
| 1977年 | 106 / 207 | 阿道夫·苏亚雷斯          |
| 1979年 | 118 / 208 | 阿道夫·苏亚雷斯          |
| 1982年 | 4 / 208   | Landelino Lavilla Alsina |

## 文献
- Hopkin, Jonathan, , Macmillan Press, 1999, ISBN 0312219121